# Remington Rand
Remington Rand (транслит. Ремингтон Рэнд, 1927—1955) — бывшая корпорация США, один из ранних производителей ЭВМ, в том числе наиболее известной серии UNIVAC, модели UNIVAC I. Вошла в состав фирмы Unisys. Некоторое время слово «юнивак» (univac) являлось в США чуть ли не синонимом слова «компьютер». Remington Rand также производила офисное оборудование и электробритвы. Штаб-квартира корпорации — 315, Парк Авеню, Нью-Йорк (20-этажное здание постройки 1911 года).

## История
Remington Rand образована при слиянии Remington Typewriter Company, Rand Kardex Company, и Powers Accounting Machine Company в 1927 году. До 1958 года возглавлялась её основателем Джеймсом Рандом, мл.
Во время войны с 1942 по 1945 годы Remington Rand производила пистолет 45-го калибра M1911A1 по заказу военного ведомства США. Remington Rand произвела наибольшее число подобных пистолетов из всех.
В 1950 году Remington Rand приобрела Eckert–Mauchly Computer Corporation, производителей UNIVAC, а в 1952-м также приобрела Engineering Research Associates (ERA); обе компании — пионеры в области электронной вычислительной техники. Remington Rand стала самой крупной компьютерной компанией в США.
В 1955 году Remington Rand слилась с компанией Sperry Corporation и сменила название на Sperry Rand (позже просто Sperry).
В 1986 году Sperry объединилась с Burroughs Corporation, образовав компанию Unisys.